# Bunte Götter

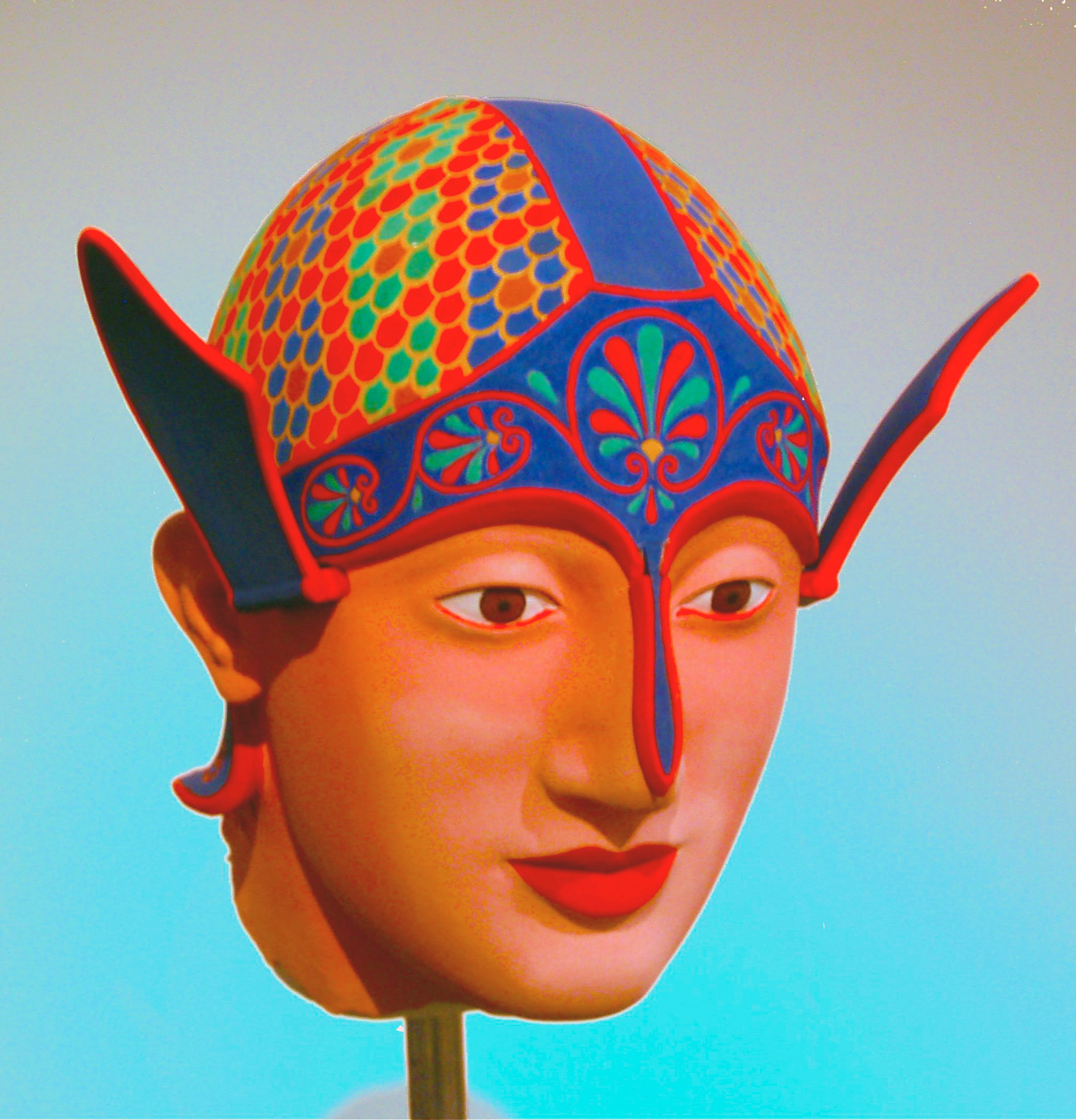
Голова воина в шлеме. Западный фронтон храма Афайи. Цветовая реконструкция (гипс, натуральные пигменты, в технике темперы)

«Bunte Götter» («Бунте Гёттер», дословно «Пёстрые (разноцветные) боги») — выставка, проходившая с 15 декабря 2003 г. по 15 февраля 2004 г. в мюнхенской Глиптотеке и посвящённая полихромии в античной скульптуре.
Экспозицию выставки «Bunte Götter» составили 12 полихромных скульптур. Они позволили совсем по-другому взлянуть на воспринимавшиеся ранее монохромными греческие и римские скульптуры. В центре экспозиции находились скульптуры с фронтона храма Афайи. Знаменитый лучник с западного фронтона храма изображает троянского царевича Париса. На нём плотно облегающее его тело одеяние. В результате новейших исследований учёные обнаружили великолепные узоры на его штанах, куртке и рукавах. На ультрафиолетовом рефлектографе и в ультрафиолетовых лучах были обнаружены зигзагообразные орнаменты на ногах и изображения зверей на куртке Париса. Подобные детально проработанные узоры покрывали даже спины фигур на фронтоне на высоте 10 метров. Мельчайшие детали в своём размере составляют всего лишь около двух миллиметров, что свидетельствует о высокой точности росписи статуй.

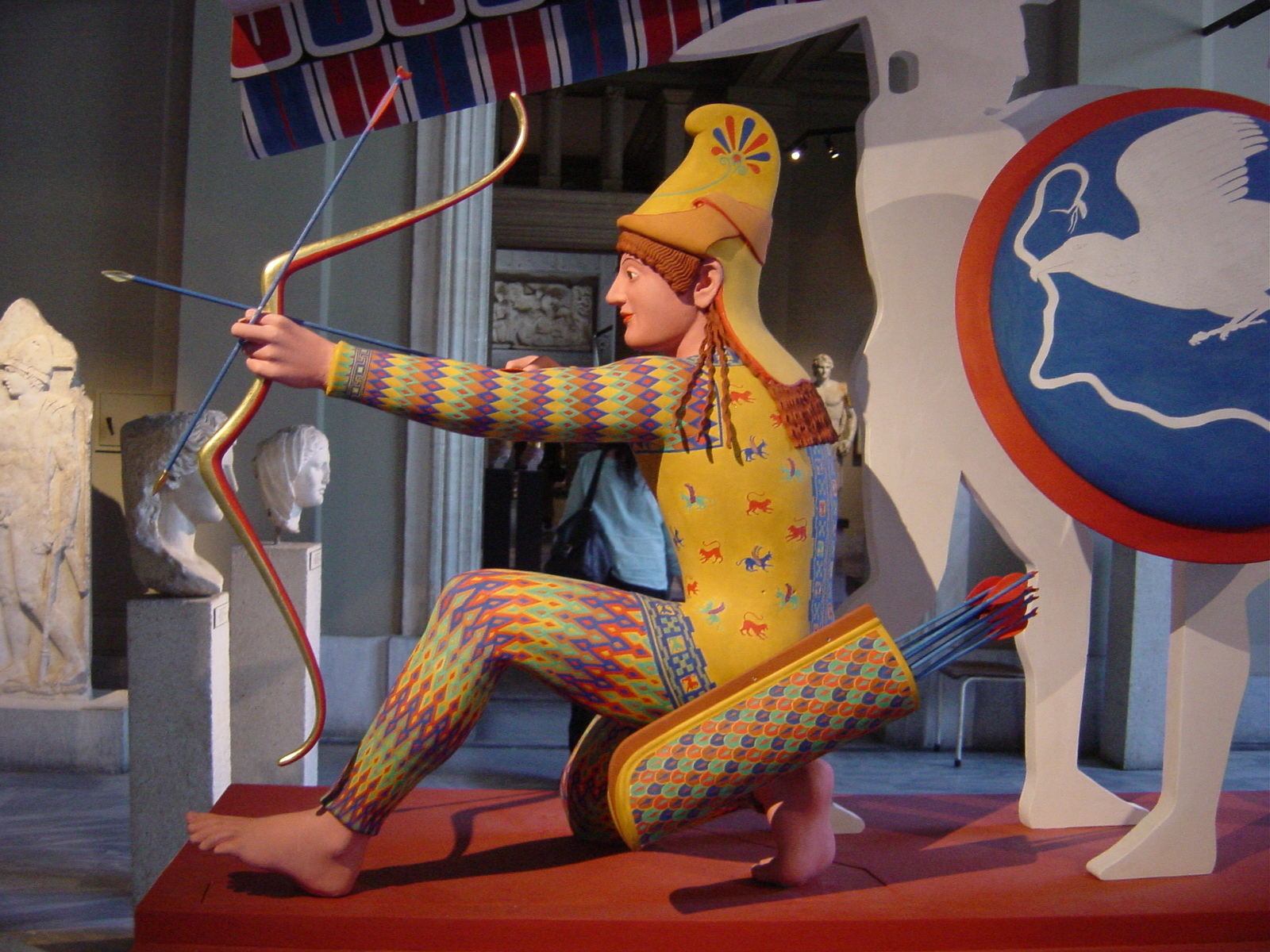
Лучник в образе троянского царевича Париса с западного фронтона храма Афайи.

Исследования в специальном свете показали различную степень выветривания поверхности скульптур, что в свою очередь косвенно говорит о присутствии на ней различных цветовых пигментов. Но и сами пигменты, использовавшиеся для украшения скульптур, сохранились на поверхности скульптур в минимальных количествах: киноварь, красная охра, медная лазурь, медная зелень, жёлтая охра и листовое золото присутствуют на фрагментах статуй, найденных при раскопках храма Афайи в 60-х гг. XX в.
На шлеме одного из воинов узор, образовавшийся в результате выветривания различных цветов, можно увидеть невооружённым глазом. Этот факт всегда приводился в качестве доказательства полихромного исполнения фигур на порталах храма. Однако эти цветовые следы не получили до настоящего времени правильного истолкования. Только благодаря новейшим исследованиям удалось установить, что сеточка является частью богатого чешуйчатого орнамента, покрывавшего лицевую часть шлема. Сравнение узора на шлеме с изображениями шлемов на греческих вазах того же периода позволяет утверждать, что подобная форма раскраски была широко распространена в то время.

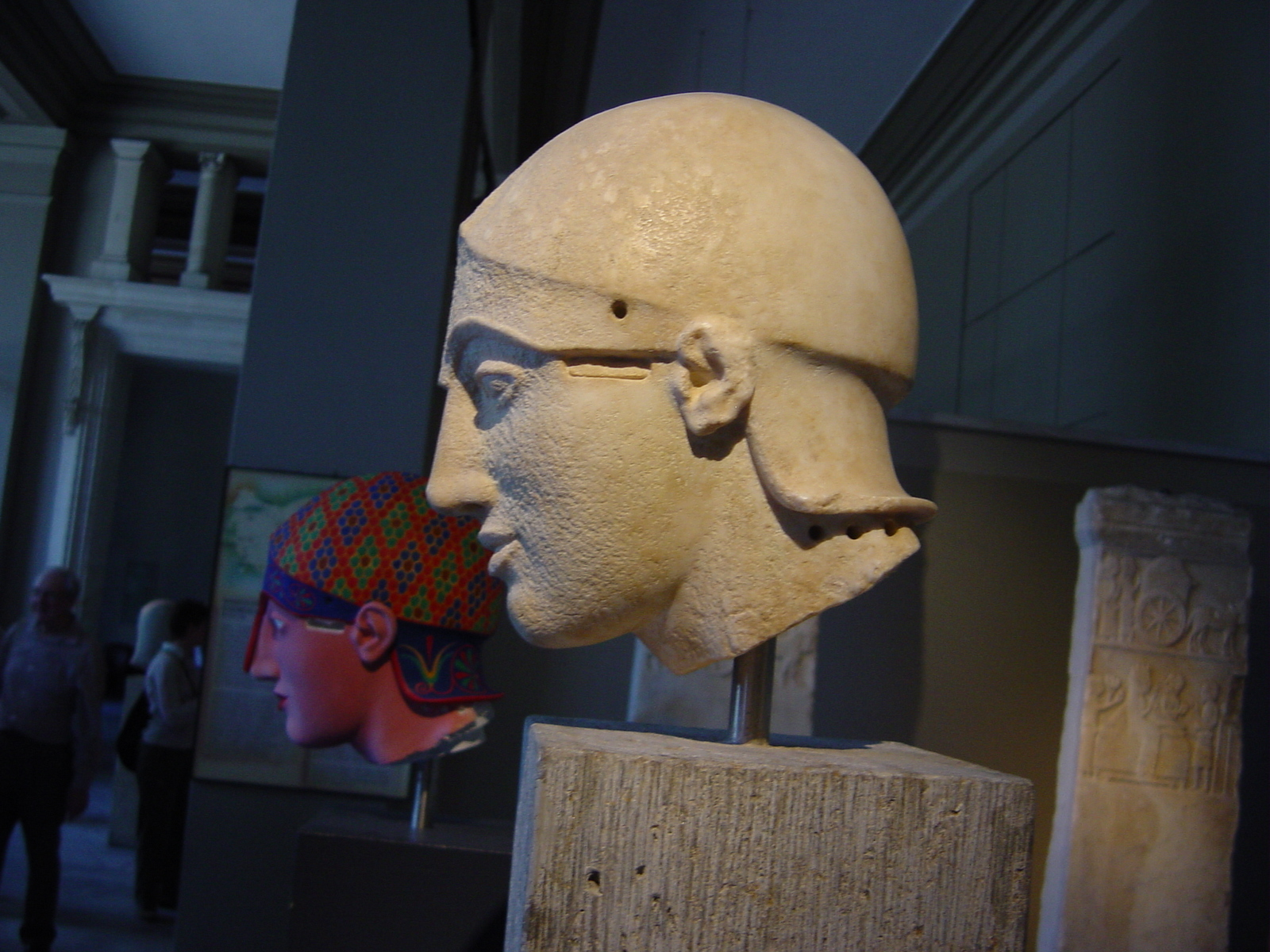
На шлеме одного из воинов узор, образовавшийся в результате выветривания красок различных цветов, можно увидеть невооружённым глазом.

Разумеется, что орнамент на скульптурах должен соответствовать его форме. Например, у Париса узор его одеяния растянут на бедре, и вытянут на колене, словно речь идёт о вязаных штанах. Благодаря этому форма скульптуры получала ещё большую выразительность. Для художника было безусловно непросто изобразить зигзагообразный орнамент на ногах лучника, для этого требовался точный математический расчёт.

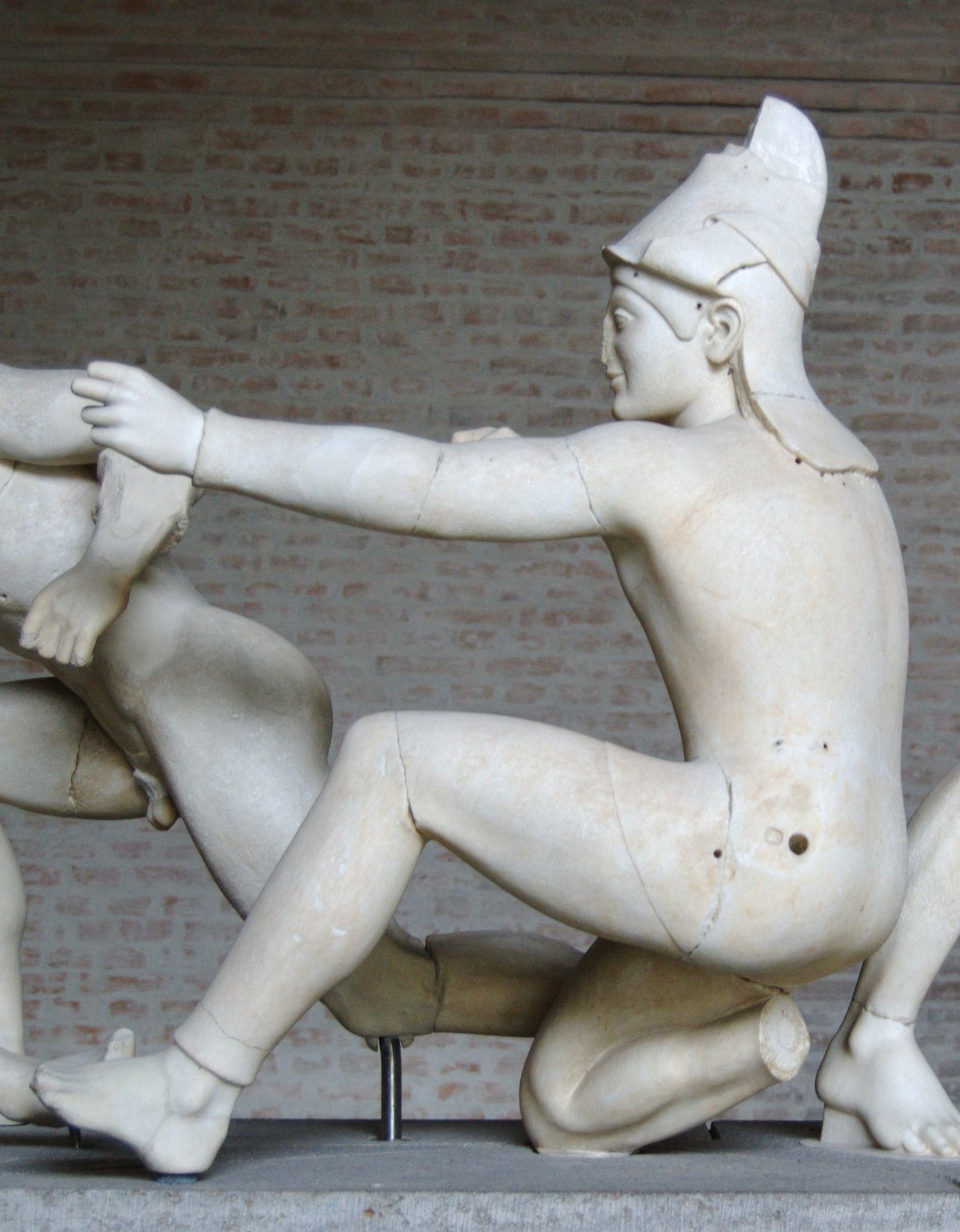
Оригинал скульптуры, ок. 505—500 до н. э.
найдена в 1811 г., приобретена для Глиптотеки в 1813 г. Людвигом I

Фигуры с фронтона храма Афайи были созданы около 500 г. до н. э. Цвета, использованные в их оформлении, были прочными и чистыми. Скульптуры классического периода (480—320 гг. до н. э.) выполнялись также полихромно, но не были столь многоцветными и яркими. Краски зачастую смягчались белым и отвечали мягкому элегантному вкусу. В эпоху эллинизма (начиная с 320 г. до н. э.) возникла иная цветовая гамма. Плавно переходящие из одного в другой коричневые, тёмно-красные и фиолетовые тона составляли основу цветовой палитры, нарушавшейся кричащими розовыми и ярко-голубыми красками.
На выставке благодаря содействию музеев Ватикана были продемонстрированы реконструкция знаменитой скульптуры облачённого в доспехи императора Августа из Примапорто. На основании новейших химических исследований группа учёных из Рима воссоздала из гипса полихромную статую императора. Реконструкция цвета дала необычайно элегантное сочетание лаково-красного, медной лазури и тёмных охровых тонов. Кожа и поверхность доспехов остались мраморными.
На выставке в Мюнхене был также представлен обширный документальный материал, на основе которого можно было отследить шаг за шагом работу учёных по реконструкции первоначального облика представленных на выставке скульптур.
К выставке выпущен богато иллюстрированный каталог.

## Места проведения выставки
1. 16 декабря 2003 — 29 февраля 2004: Глиптотека, Мюнхен
2. Новая глиптотека, Копенгаген
3. Ватиканские музеи, Рим
4. 11 августа — 20 ноября 2005: Скульптурхалле, Базель
5. 2 декабря 2005 — 26 марта 2006: Амстердам
6. 2006: Археологический музей, Стамбул
7. 9 января 2007 — 24 марта 2007: Археологический музей, Афины
8. 4 апреля — 12 августа 2007 г: Музей искусства и ремёсел, Гамбург
9. 22 сентября 2007 — 20 января 2008: под названием Gods in Color. Painted Sculpture of Classical Antiquity, Гарвардский университет [1]
10. 6 марта — 23 июня 2008: Часть экспозиции Color of Life — Polychromy in Sculpture from Antiquity to the Present, музей Гетти, Лос-Анджелес [2]
11. 8 октября 2008 —  15 февраля 2009: Либигхаус, Франкфурт-на-Майне
12. 6 марта — 1 июня 2009: замок Вильгельмхое, Кассель
13. 18 декабря 2009 — 18 апреля 2010: Региональный археологический музей, Мадрид
14. 13 июля — 3 октября 2010: Пергамский музей, Берлин
15. 9 октября 2010 — 30 января 2011: под названием White Lies, Medelhavsmuseet, Стокгольм
16. 6 марта — 31 июля 2011: Georg-August-Universität , Археологический институт, Геттинген
17. 29 октября 2011 — 20 мая 2012 года: Гейдельбергский университет, Гейдельберг
18. 28 июня — 28 октября 20122012: Kunstsammlungen, Рурский университет, Бохум
19. 13 Ноябрь 2012 — 17 марта 2013: Художественно-исторический музей, Вена[3]
20. 10 апреля — 10 августа 2014: Музей Университета Тюбингена, Замок Хоэнтюбинген, Тюбинген [4]